# Желсон Дала
Жасінту Муонду Дала (порт. Jacinto Muondo Dala, нар. 13 липня 1996, Луанда), відомий як Желсон Дала (порт. Gelson Dala) — ангольський футболіст, нападник португальського клубу «Ріу-Аве» і національної збірної Анголи.

## Клубна кар'єра
У дорослому футболі дебютував 2013 року виступами за команду «Примейру де Агошту», в якій провів чотири сезони, взявши участь у 72 матчах чемпіонату і забивши 48 голів. Поступово отримував дедалі більше ігрового часу і покращував результативність. В сезоні 2016 року з 23 забитими голами став найкращим бомбардиром першості Анголи і допоміг своїй команді здобути перше за попередні десять років чемпіонство.
Того ж 2016 року був запрошений до лісабонського «Спортінга». В Лісабоні грав насамперед за другу команду «Спортінга» в Сегунді, за яку регулярно забивав, однак шансу проявити себе в іграх за основну команду фактично не отримав.
Сезон 2018/19 відіграв на правах оренди за «Ріу-Аве», після чого також на орендних умовах протягом другої половини 2019 року захищав кольори турецького «Антальяспора».
На початку 2020 року знову був відданий в оренду до «Ріу-Аве», після чого у серпні уклав з клубом з Віла-ду-Конді повноцінний трирічний контракт.

## Виступи за збірну
2015 року дебютував в офіційних матчах у складі національної збірної Анголи.
У складі збірної був учасником Кубка африканських націй 2019 року в Єгипті, де виходив на поле в усіх трьох іграх групового етапу, який його команді подолати не вдалося.

## Титули і досягнення
- Чемпіон Анголи (1):

«Примейру де Агошту»: 2016
- Володар Кубка наслідного принца Катару (1):

«Аль-Вакра»: 2024
- Найкращий бомбардир чемпіонату Анголи (1):

2016 (23 голи)